# Älmhult (comuna)
Älmhult (em sueco: Älmhults kommun) é uma comuna da Suécia localizada no condado de Cronoberga. Sua capital é a cidade de Älmhult. Possui 891 quilômetros quadrados e segundo censo de 2018, havia 17 568 habitantes. O botânico Carlos Lineu nasceu em Råshult, Stenbrohult, hoje parte da comuna.